# Fresh Heir
Fresh Heir (titulado El heredero fresco en Hispanoamérica y Nuevo heredero en España) es el decimocuarto episodio de la duodécima temporada y el número 224 en general de la serie de televisión animada de comedia Padre de familia. Fue originalmente estrenado mediante FOX el 23 de marzo de 2014.
En el episodio, Carter decide que Chris sea el heredero de su fortuna. Pero cuando se niega a aceptar el dinero, Peter toma medidas drásticas para conservar la riqueza de la familia.

## Recepción

### Audiencia
El episodio fue visto por 4.38 millones de televidentes en su estreno por FOX en Estados Unidos. Fue el programa más visto de la dominación de la animación de la noche, superando a American Dad!, Bob's Burgers y Los Simpson.
- Datos: Q16527278